# Théâtre du Petit-Saint-Martin
Le théâtre du Petit-Saint-Martin est une salle de spectacle du 10e arrondissement de Paris.

## Historique
Le théâtre du Petit-Saint-Martin occupe les locaux de l'ancienne École internationale de mimodrame de Paris de Marcel Marceau, fondée en 1978.
En 2010, 50 théâtres privés de Paris réunis au sein de l’Association pour le Soutien du Théâtre Privé (ASTP) et du Syndicat National des Directeurs et Tourneurs du Théâtre Privé (SNDTP), dont fait partie le Théâtre du Petit-Saint-Martin, décident de se renforcer grâce à une nouvelle enseigne, symbole du modèle historique du théâtre privé : les “Théâtres Parisiens Associés”

## Salle
La salle est située au sous-sol. Le plateau, légèrement surélevé, a 15,5 m d'ouverture, 4,6 m de profondeur, 4,6 m de hauteur sous plafond et n'a pas de cintres. La salle compte 190 fauteuils en gradins.